# Пассажиравтотранс
Санкт-петербургское государственное унитарное предприятие пассажирского автомобильного транспорта (сокращённо Санкт-петербургское ГУП пассажирского автомобильного транспорта, также СПб ГУП «Пассажиравтотранс») — государственное унитарное предприятие (ГУП) автомобильного транспорта, специализирующееся на обслуживании городских и пригородных автобусных маршрутов на территории Санкт-Петербурга и Ленинградской области. Находится в ведении Комитета по транспорту Санкт-Петербурга.
По состоянию на август 2025 года «Пассажиравтотранс» обслуживает 103 городских маршрута, эксплуатирует более 2000 автобусов среднего, большого и особо большого классов.
При СПб ГУП «Пассажиравтотранс» есть музейная коллекция раритетных автобусов, которая реставрируется.

## История
- с 1926 года — Отдел коммунального хозяйства горисполкома
- с 1933 года — Трест «Ленавтотранс»
- с 1936 года — Автотранспортное управление Ленгорисполкома (АТУЛ)
- с 1938 года — Трест «Ленавтотранс»
- с 1955 года — Ленинградское управление автомобильного транспорта (ЛУАТ)
- с 1964 года — Главное ленинградское управление автомобильного транспорта («Главленавтотранс»)
- с 1988 года — Территориально-производственное объединение пассажирского автомобильного транспорта (ТПО «Ленпассажиравтотранс»)
- с 1994 года — Государственное предприятие пассажирского автомобильного транспорта (ГП «Пассажиравтотранс»)
- с 2001 года — Санкт-Петербургское государственное унитарное предприятие пассажирского автомобильного транспорта (СПб ГУП «Пассажиравтотранс»)

История СПб ГУП «Пассажиравтотранс» начинается 1 сентября 1926 года. В этот день отдел коммунального хозяйства горисполкома Ленинграда выпустил на маршрут первые три автобуса, прошедшие адаптацию для пассажирских нужд на Ленинградском авторемонтном заводе. 
В 1933 году транспортное подразделение имело правовую форму треста и называлось «Ленавтотранс».
В 1935 году был организован первый диспетчерский пункт. Годом позже, были образованы Автотранспортное управление Ленгорисполкома (АТУЛ) и Центральная диспетчерская служба.
К началу Великой Отечественной войны автобусный парк треста «Ленавтотранс» насчитывал около 500 автобусов. С началом войны маршрутная сеть была значительно сокращена, а часть автобусов передана в военное ведомство. С наступлением блокады Ленинграда мобилизация водителей и техников прекратилась, а вскоре началась эвакуация населения. В условиях морозной зимы 1941—1942 годов по льду Ладожского озера были вывезены более 200 тысяч человек. Обратной дорогой в блокадный Ленинград были доставлены тысячи тонн продовольствия и боеприпасов. Кроме того, по особому заданию Ленинградского фронта оставшиеся в городе работники автобусных парков производили детали для боевых снарядов. За проявленные мужество и героизм 25 работников треста были награждены орденами и медалями.
Регулярное автобусное движение в городе возобновилось 1 августа 1945 года. В 1940-е и 1950-е годы автобусный парк треста «Ленавтотранс» пополнился десятками новых автобусов, наладив дополнительные связи как в городской черте, так и с новыми пригородами (Зеленогорск и Петергоф). С открытием метрополитена в ноябре 1955 года маршрутная сеть была оптимизирована, а трест вошёл в состав Ленинградского управления автомобильного транспорта (ЛУАТ).
В 1964 году из состава ЛУАТ было выделено предприятие «Главленавтотранс». В период с 1960-х вплоть до начала 1990-х годов маршрутная сеть Ленинграда претерпевала значительные изменения как с пуском новых станций метро, так и расширением городской черты жилой застройки. В 1980-е годы «Главленавтотранс» имел в своём активе 7 автобусных парков, последний из открытых которых стал самым крупным в Европе по количеству размещаемых в нём автобусов.
26 июля 1988 года Совет министров РСФСР принял постановление об образовании на базе «Ленавтотранса» территориального производственного отделения «Ленпассажиравтотранс». В состав ТПО вошли семь автобусных парков и вновь образованный учебный комбинат. По состоянию на 1 января 1989 года автобусный парк Ленинграда насчитывал более 5000 автобусов и 200 маршрутов. После распада СССР в «Ленпассажиравтотранс» наступил кризис деятельности, вызванный сокращением маршрутов и устареванием подвижного состава. 21 октября 1994 года ТПО «Ленпассажиравтотранс» было реорганизовано в ГП «Пассажиравтотранс». На протяжении второй половины 1990-х годов государственное предприятие обросло крупными долгами и продолжало испытывать кризис. Поставки новых автобусов удалось наладить только к 2000 году.
В 2001 году государственное предприятие «Пассажиравтотранс» преобразовано в СПб ГУП «Пассажиравтотранс» и подчинено Комитету по транспорту Санкт-Петербурга. На рубеже начала 2000-х «Пассажиравтотранс» начало активную реформу своей деятельности по показателям, в чем, однако, к концу 2000-х стала уступать. Показательным стало ДТП на Невском проспекте в феврале 2010 года, когда «Пассажиравтотранс» попыталось обвинить в аварии водителя неисправного автобуса, а также вынудить пострадавших отказаться от претензий. В результате был уволен глава предприятия А. Дацюк, в мае того же года его место занял А. Бебенин.
В апреле 2012 года СПб ГУП «Пассажиравтотранс» на базе междугородней колонны парка было создано дочернее предприятие — ООО «АП-1». Из-за ряда причин, таких, как бюрократические проволочки между материнским и дочерним предприятиями, неразрешённые финансовые вопросы, ненадёжные автобусы, ломавшиеся посреди маршрута, недобросовестные водители, присваивавшие себе часть выручки, конкуренты на более быстрых и новых микроавтобусах, курсирующие с меньшими интервалами, и других, в июне 2017 года предприятие и междугородняя колонна прекратили свою деятельность.
В октябре 2013 года на должность генерального директора был назначен заместитель Председателя Комитета по транспорту Санкт-Петербурга А. Лызин.
В декабре 2018 года стала возможна активация отложенного пополнения карты «Подорожник» в салоне автобуса.
В 2021 году СПб ГУП «Пассажиравтотранс» отметил 95-летие. В интервью телеканалу «Санкт-Петербург» пресс-секретарь предприятия Татьяна Клепикова рассказала о перспективах развития транспорта и перехода на чистые источники энергии: в частности, она заявила, что в Красногвардейском районе, в производственной зоне «Ржевка», в 2024 году будет открыт первый в России электробусный парк (на деле первый электробусный парк был открыт в 2022 году в поселении Краснопахорское города Москвы).

## Структура
В состав СПб ГУП «Пассажиравтотранс» входят следующие филиалы:
| Филиал                             | Адрес                                              | Дата открытия        | Районы, обслуживаемые филиалом | Примечания |
| ---------------------------------- | -------------------------------------------------- | -------------------- | --- | --- |
| Автобусный парк № 1                | Днепропетровская улица, 18; Бухарестская улица, 18 | 1 сентября 1926      | Адмиралтейский, Василеостровский, Красногвардейский, Московский, Невский, Петроградский, Приморский, Центральный и Фрунзенский           | |
| Автобусный парк № 2                | Автобусная улица, 8                                | 23 декабря 1934 года | Василеостровский, Выборгский, Калининский, Красногвардейский, Петроградский, Приморский и Центральный                                    | |
| Автобусный парк № 3                | Хрустальная улица, 22                              | 1957; 2018-2022      | | С 2006 по 2015 — в аренде ХК «Питеравто», а также ИП Олянин Франц Иванович (до марта 2012) Также с 2006 по 2022 — филиал Автобусного парка № 1 |
| Автобусный парк № 5                | проспект Стачек, 108                               | 8 августа 1967 года  | Кировский | |
| Автобусный парк № 6                | улица Стасовой, 14                                 |                      | | На территории парка расположен учебный комбинат предприятия                                                                                    |
| Автобусный парк № 7                | Кубинская улица, 86                                | 1 апреля 1980        | Адмиралтейский, Калининский, Кировский, Красногвардейский, Красносельский, Московский, Невский, Петроградский, Центральный и Фрунзенский | |
| Колпинский автобусный парк         | Колпино, Финляндская улица, 22                     | 1 февраля 1956 года  | Колпинский, Московский, Невский и Пушкинский                                                                                             | |
| Автобусный вокзал Санкт-Петербурга | набережная Обводного канала, 36                    |                      | | |
| Медико-санитарная часть № 70       | улица Комсомола, 12                                |                      | | |